# تايلر هيلتون
تايلر هيلتون (بالإنجليزية: Tyler Hilton)‏ مواليد 22 نوفمبر 1983، هو ممثل أمريكي بدأ مسيرته الفنية سنة 2000.

## الأعمال
- السير على الخط (2005)
- تل الشجرة الواحدة (2004)
- كاسل (2014) (بدور: توبياس)

## وصلات خارجية
- تايلر هيلتون على موقع IMDb (الإنجليزية)
- تايلر هيلتون على موقع ألو سيني (الفرنسية)
- تايلر هيلتون على موقع ميوزك برينز (الإنجليزية)
- تايلر هيلتون على موقع أول موفي (الإنجليزية)
- تايلر هيلتون على موقع قاعدة بيانات الأفلام السويدية (السويدية)
- تايلر هيلتون على موقع إن إن دي بي (الإنجليزية)
- تايلر هيلتون على موقع أول ميوزيك (الإنجليزية)
- تايلر هيلتون على موقع ديسكوغز (الإنجليزية)
- تايلر هيلتون على موقع قاعدة بيانات الفيلم (الإنجليزية)
- تايلر هيلتون على موقع كينوبويسك (الروسية)
- الموقع الرسمي